# Houston Apollos
Houston Apollos var ett namn som användes av två amerikanska ishockeylag som spelade i Central Hockey League (CHL) 1965–1969 respektive 1979–1981. Den första upplagan av Apollos grundades när Omaha Knights i Omaha, Nebraska flyttades till Houston i Texas för att vara Houston Apollos. Första upplagan var ett farmarlag till Montreal Canadiens (NHL). Laget lades dock ned 1969 men återuppstod 1979 efter att Houston Aeros (WHA) lades ner. Andra upplagan var farmarlag till Edmonton Oilers och Los Angeles Kings (NHL). År 1981 lades Apollos ned för gott.
Första upplagan spelade sina hemmamatcher i inomhusarenan Sam Houston Coliseum i Houston.

## Spelare
Ett urval av spelare som spelade för Houston Apollos.
| Första upplagan - Tony Esposito - Danny Grant - Guy Lapointe - Jacques Lemaire - Garry Monahan - Pat Quinn - Serge Savard - Rogie Vachon - Carol Vadnais | Andra upplagan - Christian Bordeleau - Robin Burns - Barry Gibbs - Charlie Huddy - Mark Messier - Don Waddell |